# Philippe Bouquet
Philippe Bouquet, född 1937, död 10 mars 2023 i Montpellier, var en fransk översättare, och professor i skandinaviska språk vid universitetet i Caen.
Philippe Bouquet har doktorerat på den svenska proletärlitteraturen och har översatt över 150 böcker från svenska till franska.